# Carlo Tenca
Carlo Tenca (ur. 19 października 1816 w Mediolanie, zm. 4 września 1883 tamże) – włoski publicysta, dziennikarz, pisarz i polityk. Jeden z najwybitniejszych krytyków literackich epoki romantyzmu i jedna z ważnych postaci włoskiego Risorgimento.

## Życiorys
Pochodził z niezbyt zamożnej rodziny i początkowo rozpoczął nawet naukę w seminarium duchownym. W czasie studiów zaprzyjaźnił się z młodymi hrabiami Alessandrem i Carlem Porro, pochodzącymi ze starej rodziny lombardzkiej. Patriotyczne tradycje ich domu w Mediolanie wpłynęły na późniejsze przekonania polityczne Tenki.
W 1845 objął stanowisko redaktora naczelnego czasopisma „Rivista Europea”, które na skutek tego nabrało zdecydowanie literackiego charakteru. W tym czasie podlegał wpływom Vincenza Giobertiego, ale w 1848 zwrócił się ku Giuseppe Mazziniemu. W dniach 18–23 marca 1848 był uczestnikiem pięciodniowego powstania w Mediolanie (wł. Cinque giornate). Został tam redaktorem dwóch inspirowanych przez Mazziniego dzienników: „22 marzo”, organu tymczasowego rządu lombardzkiego, oraz „Italia del popolo”.
W 1849, po klęsce pod Novarą, został zmuszony do opuszczenia Lombardii i udał się do Florencji. Pisywał tam do dziennika Giuseppe Montanellego „La Constituente Italiana”. Wkrótce potem wrócił do Mediolanu, gdzie zetknął się z ruchem liberalnym Camilla Cavoura. Spowodowało to odejście Tenki od konspiracji Mazziniego i związanie się z bardziej umiarkowanym środowiskiem mediolańskich republikanów. Próbował odbudować mediolańskie tradycje obywatelskie, redagując w latach 1850–1859 umiarkowany politycznie tygodnik „Il Crepuscolo”, poruszający tematy z dziedziny polityki międzynarodowej, gospodarki, techniki, ale również literatury, sztuki i kultury. W tym samym czasie został też główną postacią salonu polityczno-kulturalnego prowadzonego w Mediolanie przez hrabinę Klarę Maffei, z którą łączyły go również bliskie związki uczuciowe. Przez salon ten przewinęło się wiele czołowych postaci włoskiego Risorgimento.
Po zjednoczeniu Włoch był przez siedem kadencji członkiem Parlamentu, zajmując się przede wszystkim kwestiami nauki i szkolnictwa. Między innymi w 1861 był inicjatorem założenia w Mediolanie pierwszej wyższej szkoły żeńskiej (dziś Liceo linguistico Alessandro Manzoni – jedna z najstarszych szkół w mieście).